# Valsero
Valsero, surnommé « le général Valséro » et de son nom Gaston Abé, né le 12 septembre 1975 à Marseille, est un auteur-compositeur-interprète, parolier et rappeur camerounais.

## Biographie

### Débuts
Valsero est le 7e enfant sur 12. Il fait ses études à Yaoundé jusqu’au secondaire. Admis à l’École Nationale Supérieur des Postes à Buéa puis à Yaoundé, il y obtient en 2000 son diplôme de technicien des Travaux de télécommunication (ENSPT) option commutation. 

### Carrière
En 1990, il s’intéresse au rap. Il met sa carrière entre parenthèses en 1997 pour sa formation à l'ENSPT.  

#### Style
Valsero est un rappeur et parolier engagé. Il est considéré comme influenceur,. 
Il sort son premier album en 2009. Il écrit un texte en hommage aux victimes des massacres de Ngarbuh par des éléments de l'armée camerounaise. I 

#### Discographie[7],[8]
- Politiquement instable (Lettre au Président)[6],[9] (2008)
- Réponds
- Autopsie (2010)[10]
- 33 ans de dictature[11]
- J'en veux[12] (Single)
- Dictature[13]
- Les loups sont de sortie

## Engagement
En 2002 commence l'engagement politique de Valsero,,,. En 2016, il fustige la longévité de Paul Biya au pouvoir. Sans être membre d'un parti politique, il est depuis 2018 un franc soutien de Maurice Kamto; candidat à l'élection présidentielle de 2018 au Cameroun qui réclame une victoire volée.  
Début 2022, il enregistre un morceau de soutien au candidat de l'Union Populaire" à l'élection présidentielle française de 2022, Jean-Luc Mélenchon, diffusé lors d'un meeting à Montpellier.  

### Manifestation et incarcération au Cameroun
Le 26 janvier 2019, il participe a une manifestation organisée par le MRC. Il est ensuite arrêté alors qu'il va récupérer sa fille. Mis en prison au Cameroun en 2019, des artistes - comme Tiken Jah Fakoly -  et des ONGs demandent sa libération. Comme Mamadou Mota, Albert Dzongang, Célestin Njamen, il reste incarcéré et n'en sort qu'à la deuxième vague de libération. Mimi Meffo annonce sa libération dans un blog le 5 octobre 2019,, après un procès et des comparutions au tribunal militaire. 
Dès sa sortie, il devient très actif sur les réseaux sociaux, lieu où une partie importante de la diaspora du Cameroun est présente. Ce qui lui vaut, selon ses propos, des menaces sur sa personne et celles de ses proches,. Il exprime la lassitude d'un long combat et un peuple camerounais « zombifié »,.

### Concert de septembre 2021 au Zénith à Paris
Initialement, le producteur du spectacle - Bernard Torpedo de Overlook Events - voulait réserver l'Olympia (2000 places). La salle leur a été refusée. Le samedi 18 septembre 2021, il donne un concert à guichet fermé au Zénith de Paris (7000 places). C'est le premier spectacle post Covid du Zénith ayant échappé aux annulations. 
Il partage la scène avec des artistes tels Kareyce Fotso, André-Marie Tala qui chante "Je vais à Yaoundé" et Richard Bona qui chante "Allo Fokou". Ce concert enregistre la présence de personnalités telles Maurice Kamto et son épouse dont l'entrée a été fortement acclamée. Des activistes de la diaspora camerounaise étaient aussi présents avec des personnes telles Calibri Calibro, Claude Wilfried Ekanga et des partisans de l'Ambazonie.

## Vie privée
Valséro est marié et père de famille,.